# Thyrostipa
Thyrostipa là một chi bướm đêm thuộc họ Erebidae.